# Права человека в Узбекистане
Права человека в Узбекистане закреплены Конституцией в статьях 18—46. Страна является членом ООН, ОБСЕ и СНГ. В ООН c 2005 г. по 2007 г. существовал пост независимого эксперта по ситуации с правами человека в Узбекистане. Существует должность омбудсмена; в академии МВД существует ресурсный центр по правам человека. Существует конституционный суд, но не предусмотрено права обращаться к нему для частных лиц. В 2011 году в суд направлен иск о ликвидации офиса «Human Rights Watch».
В стране отсутствуют легальная оппозиция и независимые СМИ. Гражданское общество и религиозные общины за исключением проповедников ортодоксального ислама подвергаются жесткому, а порой и жестокому давлению властей. Политические репрессии являются неотъемлемой частью государственной политики. По оценкам общества «Мемориал», число политзаключенных в Узбекистане заметно больше, чем во всех остальных постсоветских государствах вместе взятых.

## Законодательство
Статья 244-2 Уголовного кодекса Узбекистана устанавливает уголовную ответственность за создание, руководство, участие в религиозных экстремистских, сепаратистских, фундаменталистских или иных запрещённых организациях (от 5 до 15 лет лишения свободы, а при наступлении «тяжких последствий» этой деятельности — от 15 до 20 лет). При этом в Узбекистане отсутствует установленная законом процедура внесения тех или иных организаций в число запрещённых и публикации соответствующего решения. Во всех случаях предъявления обвинений по этой статье остается неизвестным, каким институтом, когда и на каком основании запрещена та или иная организация. Не существует и механизма апелляции в отношении таких запретов. К числу «запрещённых» в Узбекистане отнесены некоторые организации, открыто действующие в демократических странах. Термины «религиозный экстремизм» и «фундаментализм» являются юридически неопределёнными. Все это создаёт широкие возможности для произвола.
Части 2 и 3 ст. 244-1 Уголовного кодекса Узбекистана устанавливает уголовную ответственность, помимо прочего, за «распространение в любой форме сведений и материалов, содержащих идеи религиозного экстремизма, сепаратизма и фундаментализма, … а равно использование религии в целях нарушения гражданского согласия, распространения клеветнических, дестабилизирующих обстановку измышлений и совершения иных деяний, направленных против установленных правил поведения в обществе и общественной безопасности» (до 8 лет лишения свободы). При этом понятия «экстремизм», «фундаментализм», «нарушение гражданского согласия», «установленные правила поведения в обществе», «дестабилизирующие обстановку измышления» и т. п. законодательством Узбекистана не определены и могут трактоваться неоправданно широко.
Ст. 159 Уголовного кодекса Узбекистана устанавливает уголовную ответственность, помимо прочего, за «публичные призывы к неконституционному изменению существующего государственного строя, захвату власти, отстранению от власти законно избранных или назначенных представителей власти…, а равно изготовление, хранение с целью распространения или распространение материалов такого же содержания» (до 5 лет лишения свободы, а в случае совершения тех же действий повторно, организованной группой или в интересах последней — от 5 до 10 лет). Однако по ст. 159 нередко осуждаются лица, лишь обсуждавшие со знакомыми идеи переустройства общества на исламских принципах. Такие разговоры в частной обстановке нередко неправомерно расцениваются как «публичный призыв к захвату власти».

## Преследования за религиозную деятельность
Правоохранительными органами Узбекистана преследуются «джихадисты» («жиходчилар»), однако этот термин включает как членов немногочисленных террористических групп, так и участников различных неформальных исламских сообществ, якобы выражавших «радикальные взгляды», хранивших или распространявших аудио- и видеозаписи проповедей преследуемых властями известных религиозных деятелей. По обвинению в принадлежности к «запрещенным организациям» в уголовном порядке преследовались и осуждались лица, обвиняемые в принадлежности к «Хизб ут-Тахрир», последователи турецкого исламского богослова Саида Нурси («Нурчилар», около 150 человек к началу марта 2010 г. были привлечены к уголовной ответственности), лица, обвиняемые в принадлежности к международной организации «Таблиги жамоат».
12 июня 2009 г. было возбуждено уголовное дело в связи с деятельностью летнего детского лагеря «Радость», организованного Союзом евангельских христиан-баптистов Узбекистана (СЕХБУ). Генеральному секретарю СЕХБУ Павлу Пейчеву, директору лагеря Дмитрию Питиримову и бухгалтеру Елене Курбатовой были предъявлены обвинения в вовлечении несовершеннолетних в религиозную организацию вопреки воле родителей и уклонении от уплаты налогов. Баптисты считают это обвинение необоснованным, так как СЕХБУ освобождён от уплаты налогов как религиозная организация, а двое родителей, чьи показания использовала прокуратура, знали, что посылают детей в христианский лагерь. 29 октября 2009 г. суд признал троих подсудимых виновными по обеим статьям обвинения и приговорил их к штрафу и запрету занимать административные должности в течение 3 лет. 4 декабря 2009 г. они были освобождены от уплаты штрафа по амнистии.
18 января 2010 г. в городе Гулистан был задержан член общины евангельских христиан-баптистов Тохар Хайдаров. Милиция пришла по заявлению матери, недовольной тем, что её сын принял христианство. 9 марта 2010 г. Гулистанский городской суд признал его виновным в подготовке незаконной продажи наркотиков в крупных размерах и приговорил к 10 годам лишения свободы. Единоверцы и правозащитники считают дело сфабрикованным, заявляя, что в карман одежды задержанного и позднее в квартиру были подброшены наркотики, а с целью получения признательных показаний Хайдарова подвергли жестоким пыткам.
По данным норвежской организации «Форум-18», к началу 2011 г. в заключении находились трое членов организации «Свидетели Иеговы», осуждённые в 2008 г. Еще один «Свидетель Иеговы», гражданин Таджикистана Ирфон Хамидов, осуждённый в 2007 г. за нарушение порядка преподавания религиозных вероучений, 14 мая 2009 г. был освобождён по истечении срока заключения и на следующий день депортирован на родину, в Таджикистан.
8 августа 2002 года были переданы родственникам для захоронения тела Музафара Авазова и Хусниддина Алимова, осужденных в связи с их членством в «Хизб ут-Тахрир» и содержавшихся в колонии в посёлке Жаслык. Видевшие тело М. Авазова сообщили, что на нем имелись явные следы пыток: ожоги в области рук, ног, ягодиц и поясницы, обширная травма головы и многочисленные синяки на шее; на пальцах рук отсутствовали ногти. Врач сказал родственникам, что такие ожоги могли образоваться только в результате погружения в кипяток. Представители Европейского союза, Организации по безопасности и сотрудничеству в Европе и США призвали в связи с этим провести независимое расследование. Однако власти Узбекистана заявили, что телесные повреждения были получены заключенными в «драке [между сокамерниками], продолжавшейся несколько минут» и что при этом на М. Авазова и Х. Алимова «был опрокинут кипяток, находящийся в камере для личных нужд».

## Нарушения свободы слова
В 2009—2010 гг. несколько журналистов и кинодокументалист Умида Ахмедова были признаны виновными по ст.139 и 140 Уголовного кодекса в оскорблении и клевете на народ Узбекистана, но были амнистированы судом.
В сентябре 2010 г. обвинение в оскорблении и клевете на народ Узбекистана, изготовлении материалов, угрожающих общественной безопасности и незаконном пересечении границы было предъявлено корреспонденту узбекской службы радиостанции «Голос Америки» Абдумалику Бобаеву. Согласно заключению экспертизы материалы, подготовленные журналистом и переданные в эфир, якобы содержали информацию, подрывающую международный имидж Узбекистана, которая «может отвлечь население Узбекистана, нарушить добрососедство между гражданами, пробудить недоверие к властям и правоохранительным органам, …возбудить среди населения панику и привести к совершению правонарушений со стороны граждан». 15 октября 2010 г. суд признал журналиста виновным и приговорил к крупному штрафу.
В 2010 г. трое членов Кашкадарьинского отделения Общества прав человека Узбекистана (Г.Жалилов, М.Хамдамова, Ш.Рахматова) были осуждены по сфабрикованному обвинению в посягательстве на конституционный строй и «исламском экстремизме».
Кроме того, как утверждают правозащитники, ряд активистов гражданского общества или демократической оппозиции были осуждены по сфальсифицированным обвинениям в мошенничестве, хулиганстве и т. п. и общее число таких активистов, находящихся в заключении, возросло с 25 до 30 за 2009-10 годы включительно.

## Ситуация после 2016 года
Пришедший к власти в 2016 году новый президент страны Шавкат Мирзиёев инициировал ряд реформ, направленных, в том числе, на освобождение заключенных по некоторым статьям, включая религиозные. Были освобождены более 65 высокопоставленных политических заключенных, большая группа правозащитников, независимых журналистов и оппозиционеров. 
Однако по данным отчёта Комиссии США по международной религиозной свободе, опубликованного в 2021 году, в заключении по религиозным и/или политическим мотивам в Узбекистане содержатся 2176 человек, при этом при президенте Исламе Каримове было от 7000 до 10 000 религиозных и политических заключённых. Отмечается, что многие отбывают длительные сроки по приговорам, вынесенным исключительно на основании предположения о членстве подсудимых в запрещённых группах, без достоверных доказательств их причастности к актам насилия или другой преступной деятельности. Есть также случаи произвольного продления срока наказания и повторного осуждения религиозных заключенных в период их нахождения в местах лишения свободы. Многие находятся в заключении более 20 лет.
В мае 2021 года был осужден на 6,5 лет лишения свободы по обвинению в вымогательстве, которое считают сфабрикованным, и клевете блогер из Термеза Отабек Сатторий, неоднократно критиковавший местных чиновников в социальных сетях. В его защиту выступили ряд международных правозащитных организаций.
Human Rights Watch отмечает, что пытки в Узбекистане остаются обыденной практикой. Применялись избиение резиновой дубинкой или пластиковой бутылкой с водой, пытки электрошоком, подвешивание за запястья или лодыжки, изнасилование и сексуальное унижение, причинение удушья противогазом или пластиковым пакетом, угрозы причинения физического вреда родственникам, лишение пищи или воды. В 2017-2018 годах число жалоб граждан на пытки увеличилась в 10 раз, однако с 2014 по 2017 годы по статье 235 Уголовного кодекса Республики Узбекистан о пытках были осуждены всего 35 сотрудников органов внутренних дел, причём суды над ними проходили в закрытом режиме.

## Участие в международной системе защиты прав человека
| Основные документы ООН | Участие Узбекистана     |
| Международная конвенция о ликвидации всех форм расовой дискриминации                                                                    | Присоединение в 1995 г. |
| Международный пакт о гражданских и политических правах                                                                                  | Присоединение в 1995 г. |
| Факультативный протокол к Международному пакту о гражданских и политических правах                                                      | Присоединение в 1995 г. |
| Второй Факультативный протокол к Международному пакту о гражданских и политических правах                                               | Присоединение в 2008 г. |
| Международный пакт об экономических, социальных и культурных правах                                                                     | Присоединение в 1995 г. |
| Конвенция о ликвидации всех форм дискриминации в отношении женщин                                                                       | Присоединение в 1995 г. |
| Факультативный протокол к Конвенции о ликвидации всех форм дискриминации в отношении женщин                                             | Не подписан.            |
| Конвенция против пыток и других жестоких, бесчеловечных или унижающих достоинство видов обращения и наказания                           | Присоединение в 1995 г. |
| Факультативный протокол к Конвенции против пыток и других жестоких, бесчеловечных или унижающих достоинство видов обращения и наказания | Не подписан.            |
| Конвенция о правах ребенка | Присоединение в 1994 г. |
| Факультативный протокол к Конвенции о правах ребёнка, касающийся участия детей в вооружённых конфликтах                                 | Присоединение в 2008 г. |
| Факультативный протокол к Конвенции о правах ребёнка, касающийся торговли детьми, детской проституции и детской порнографии             | Присоединение в 2008 г. |
| Международная конвенция о защите прав всех трудящихся-мигрантов и членов их семей                                                       | Не подписана.           |
| Конвенция о правах инвалидов | Подписание в 2009 г.    |
| Факультативный протокол к Конвенции о правах инвалидов                                                                                  | Не подписан.            |